# Kanton Soyaux
Der Kanton Soyaux war bis 2015 ein französischer Wahlkreis im Département Charente und in der damaligen Region Poitou-Charentes. Er umfasste fünf Gemeinden im Arrondissement Angoulême; sein Hauptort (frz.: chef-lieu) war Soyaux. Die landesweiten Änderungen in der Zusammensetzung der Kantone brachten im März 2015 seine Auflösung. Vertreter im conseil général des Départements war zuletzt für die Jahre 1988–2015 Abel Migné (PS).

## Gemeinden
| Gemeinde | Einwohner Jahr | Fläche km² | Bevölkerungsdichte | Postleitzahl | Code INSEE |
| -------- | -------------- | ---------- | ------------------ | ------------ | ---------- |
| Bouëx    | 927 (2013)     | –          | – Einw./km²        | 16410        | 16055      |
| Dirac    | 1522 (2013)    | –          | – Einw./km²        | 16410        | 16120      |
| Garat    | 1967 (2013)    | –          | – Einw./km²        | 16410        | 16146      |
| Soyaux   | 9366 (2013)    | –          | – Einw./km²        | 16800        | 16374      |
| Vouzan   | 750 (2013)     | –          | – Einw./km²        | 16410        | 16422      |